# Jabril Durham
Jabril Durham (DeSoto, 23 gennaio 1994) è un cestista statunitense.

## Squadra
- Campionato lettone: 1

VEF Riga: 2018-19

## Individuale
- LBL MVP finali: 1

VEF Riga: 2018-19